# BMW S85
| S85                            | S85                                     |
| ------------------------------ | --------------------------------------- |
|                                |                                         |
| Виробник:                      | BMW                                     |
| Марка:                         | S85                                     |
| Тип:                           | 90° V10                                 |
| Робочий об'єм:                 | 5,0 л (4999 куб.см, 305 куб.дюймів) см3 |
| Максимальна потужність:        | 373 кВт (500 к.с.) кВт                  |
| Максимальний обертовий момент: | 520 Н⋅м (384 фунт⋅футів) Н·м            |
| Конфігурація:                  | V                                       |
| Циліндрів:                     | 10                                      |
| Клапанів:                      | 40                                      |
| Екологічні норми:              | Euro 6                                  |
| Хід поршня:                    | 75,2 мм мм                              |
| Діаметр циліндра:              | 92 мм мм                                |
| Ступінь стиску:                | 12,0:1                                  |
| Охолодження:                   | рідинне охолодження                     |
| Газорозподільний механізм:     | DOHC з VVT                              |
| Матеріал блоку циліндрів:      | Алюміній                                |
| Матеріал ГБЦ:                  | Алюміній                                |
| Тактність (число тактів):      | 4                                       |
| Порядок роботи циліндрів:      | 1-6-5-10-2-7-3-8-4-9                    |
| Червона зона:                  | 8250 об/хв                              |
| Рекомендоване паливо:          | Бензин                                  |

BMW S85B50 — атмосферний бензиновий двигун V10, який замінив двигун BMW S62 V8 у моделі M5 і випускався з 2005 по 2010 рік. Це був перший і єдиний серійний двигун V10 від BMW, а також перший бензиновий двигун V10, доступний у серійному седані.
Представлений у E60 M5, S85 був натхненний попередньою участю BMW у Формулі-1. На відміну від більшості інших двигунів BMW M, S85 не пов’язаний із двигуном BMW звичайного виробництва.
Двигун BMW S65 V8 (що використовується в E92 M3) заснований на архітектурі S85.

## Номенклатура
Оскільки S85 був першим двигуном BMW V10, він отримав нову серію в кодах двигунів BMW. "60-ті" використовувалися для двигунів V8, а "70-ті" використовувалися для двигунів V12, тому V10 був виділений у "80-ті" (попри те, що він мав менше циліндрів, ніж двигуни V12 у "70-х.)
Код двигуна спорідненого з BMW S65 V8 відображає його зв'язок із S85. Код S65 було вибрано, щоб вказати, що V8 в основному походить від S85 без двох циліндрів і не пов’язаний з іншими V8 BMW.

## Дизайн
| Версія | Рік            | Об‘єм                           | Потужність                        | Крутний момент                        |
| ------ | -------------- | ------------------------------- | --------------------------------- | ------------------------------------- |
| S85B50 | 2005–2010 роки | 4 999 куб.см (305,1 куб.дюймів) | 373 кВт (500 к.с.) при 7500 об/хв | 520 Н·м (384 фунт·фут) при 6100 об/хв |

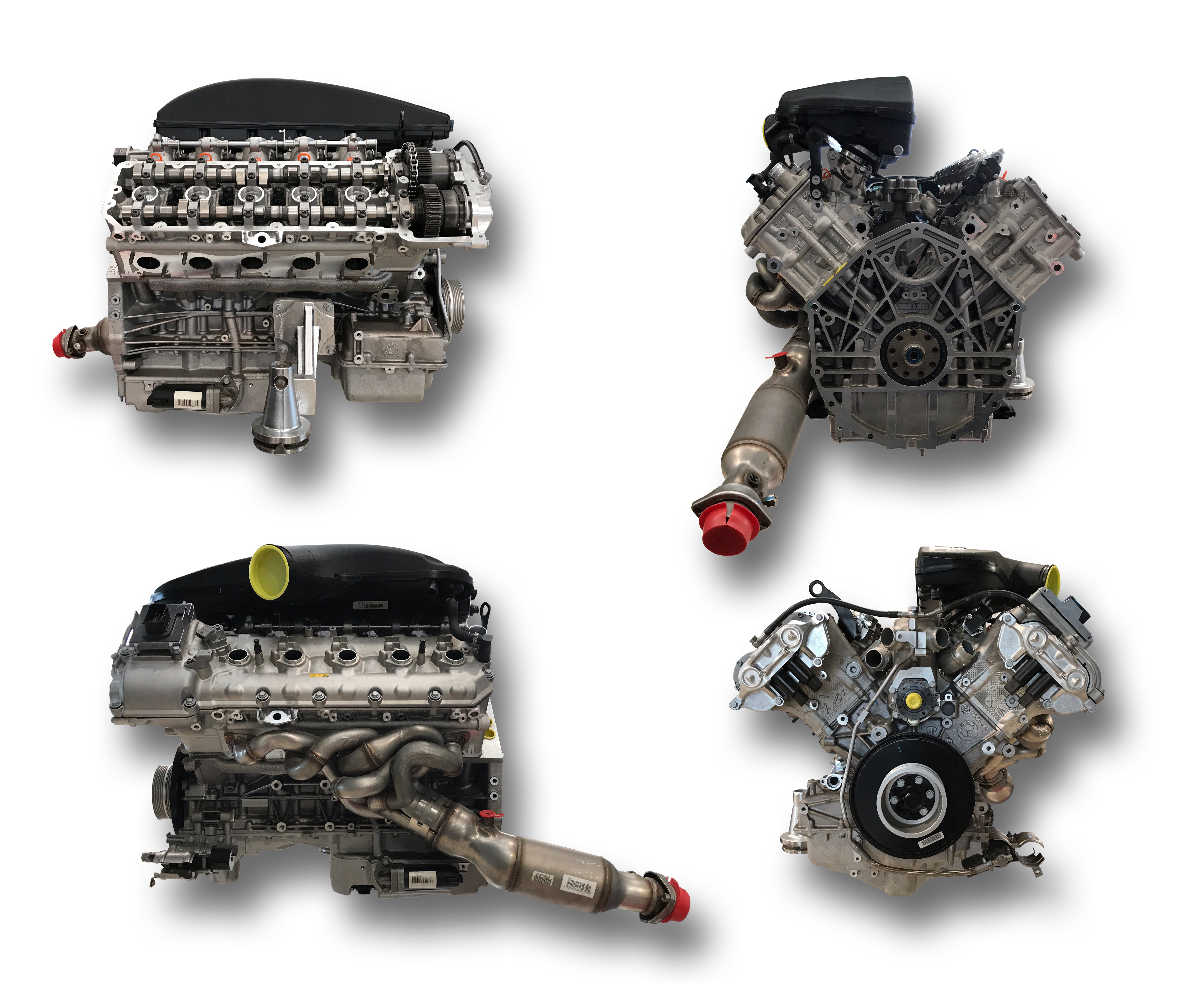
Компіляція чотирьох бокових видів двигуна BMW V10, встановленого на BMW M5 і M6

S85 має подвійні верхні розподільні вали з чотирма клапанами на циліндр і подвійну VANOS (змінні фази газорозподілу). Блок двигуна і головка блоку циліндрів виготовлені з алюмінієвого сплаву.
Пікова потужність 373 кВт (500 к.с.) при 7750 об/хв, а максимальний крутний момент становить 520 Н·м (384 фунтів·фут) при 6100 об/хв. Червона зона становить 8250 об/хв, а питома потужність 74,6 кВт (100,0 к.с.) на літр є одним із найвищих серед серійних автомобільних двигунів без наддуву.
Особливості включають:
- Об‘єм 4999 куб.см (305,1 куб. дюймів)[6]
- Ступінь стиснення 12,0:1[7]
- Діаметр циліндра 92 мм (3,62 дюйма) і хід поршня 75,2 мм (2,96 дюйма)[6]
- 10 окремих дросельних заслінок з електронним керуванням[8]
- Литий алюмінієвий блок з опорною пластиною[9] розрізною на осі колінчастого вала
- Клапани, що приводяться в дію через неповоротні перевернуті ковшові кулачки
- Литі алюмінієві поршні з масляним охолодженням
- Кований сталевий колінчастий вал із противагами, спільні шатуни, що створюють нерівномірний інтервал запалювання 90 або 54 градуси
- Блок керування двигуном Siemens MS S65
- Застосування "системи вимірювання іонного струму" для визначення детонації[10]. Система іонного струму використовує низьку напругу, що подається на свічки одразу після іскри запалювання, і може виявляти пропуски запалювання, а також детонації.
- Мастильна система з квазісухим картером, у якій двигун має 2 масляні картери, які містять масло, а поглинання масла покращується вторинними електричними очисними насосами, які подають масло з меншого картера в головний картер[11]
- Нерівномірний порядок запалювання 1-6-5-10-2-7-3-8-4-9
- Маса 240 кг (529 фунтів)[12]

## Нагороди
S85 отримав наступні нагороди на Міжнародному двигуні року:
- 2005 Міжнародний двигун року, найкращий двигун, найкращий більше 4.0 літрів, найкращий новий двигун
- 2006 Міжнародний двигун року, найкращий двигун, найкращий більше 4.0 літрів
- 2007 найкраща продуктивність двигуна, найкраще більше 4.0 літрів
- 2008 Best Above 4.0 літрів

## Застосування
- 2005–2010 E60/E61 M5
- 2005–2010 E63/E64 M6
- 2009–2010 Wiesmann GT MF5 (а також 2011 Wiesmann Roadster MF5 V10 daHLer Schwaben Folia Black Bat, двигун V10 оновлено до 600 к.с.)
- 2005–2007 Fisker Latigo CS V10 (один прототип і один серійний автомобіль, модернізована з 507 до 650 к.с.)
- 2009–2013 Vermot Veritas RS III (було виготовлено 30 машин, використовували 600-сильну версію двигуна S85)